# 悪魔の棲む家PART3D
『悪魔の棲む家PART3』（あくまのすむいえパート3、英: Amityville 3-D）は、1983年のホラー映画。悪魔の棲む家の続編、3D映画として製作された。オリジナルシリーズとしてはこの作品が完結作である。

## ストーリー
暴露雑誌のライターを務める主人公ジョンはあの家を使い荒稼ぎしていたインチキ霊媒師の正体を暴いたのち、その家に住み着く。彼は霊的現象をまるで信じておらず、むしろ霊を語る者を毛嫌いしていたが、やがて不思議な現象が次々と身の回りで起り…。

## キャスト
- ジョン・バクスター - トニー・ロバーツ
- ナンシー・バクスター - テス・ハーパー
- エリオット・ウェスト - ロバート・ジョイ
- メラニー - キャンディ・クラーク
- スーザン・バクスター - ロリ・ロックリン
- リサ - メグ・ライアン
- ハロルド・キャスウェル - ジョン・ビール
- エマ・キャスウェル - レオラ・ダナ
- クリフォード・サンダース - ジョン・ハーキンス
- ジェフ - ニール・バリー
- ロジャー - ピーター・コワンコ

## スタッフ
- 製作：スティーヴン・F・ケステン
- 監督：リチャード・フライシャー
- 脚本：ウィリアム・ウォールズ
- 撮影：フレッド・シュラー
- 音楽：ハワード・ブレイク
- 上映時間：105分